# Kittisak Moosawat
Kittisak Moosawat (thailändisch กิตติศักดิ์ หมู่สวัสดิ์, * 18. Januar 1989) ist ein thailändischer Fußballspieler.

## Karriere
Kittisak Moosawat stand bis 2015 beim Customs United FC unter Vertrag. Wo er vorher gespielt hat, ist unbekannt. Im Januar 2016 unterschrieb er einen Vertrag beim Nongbua Pitchaya FC. Der Verein aus Nong Bua Lamphu spielte in der dritten Liga, der damaligen Regional League Division 2. Hier trat der Verein in der Northern Region an. Am Ende der Saison wurde er mit dem Verein Meister und stieg in die zweite Liga auf. Bei Nongbua stand er bis Juni 2020 unter Vertrag. Am 1. Juli 2020 verpflichtete ihn der Drittligist Udon United FC aus Udon Thani. Mit Udon spielte er in der North/Eastern Region der Liga und wurde am Ende der Saison Meister der Region. In den Aufstiegsspielen zur zweiten Liga konnte man sich nicht durchsetzen. Nach einem Jahr wechselte er im Juli 2021 in die zweite Liga. Hier unterschrieb er in Lampang einen Vertrag beim Lampang FC. Am Ende der Saison 2021/22 wurde er mit Lampang Tabellenvierter und qualifizierte sich für die Aufstiegsspiele zur ersten Liga. Hier konnte man sich gegen den Trat FC durchsetzen und stieg in die erste Liga auf. Nach einer Saison Erstklassigkeit musste er mit Lampang am Ende der Saison als Tabellenletzter wieder den Weg in die zweite Liga antreten.

## Erfolge
Nongbua Pitchaya FC
- Regional League Division 2 – North: 2016  ▲

Udon United FC
- Thai League 3 – North/East: 2020/21